# 대니얼 린지 러셀
대니얼 린지 러셀 주니어 (Daniel Lindsay Russell Jr., 1845년 8월 7일 - 1908년 5월 14일)는 1897년부터 1901년까지 49대 노스캐롤라이나주지사를 지낸 미국의 정치인이었다. 검사와 판사였던 그는 또한 주의 연방 하원으로서 그리고 미국 의회로 선출되어 1879년부터 1881년까지 지냈다. 그는 미국 남북 전쟁 동안 남군을 위하여 싸웠어도 러셀과 그의 부친은 둘다 연방주의자였다. 전쟁이 끝난 후, 러셀은 노스캐롤라이나주에서 농장주 계급의 하나를 위하여 특이한 소속이 아니었던 공화당에 입당하였다. 전쟁 이후의 시기에 그는 주와 국가의 입법부들은 물론 주의 판사를 지냈다.
1896년 민주당원들에 승리였던 공화당원들과 인민당 사이의 협력인 합병 공천 후보에 선출된 러셀은 1877년 재건 시대의 말기 이래 노스캐롤라이나주에서 처음으로 선출된 공화당 주지사였다. 자신의 기간 동안 그는 재산 요구 사항을 줄임으로써 프랜차이즈를 확장하는 입법을 승인하였으며 주에서 흑인들은 물론 다수의 백인들에게 이익이 되었다.
다시 성공적이었던 것으로부터 그런 정치적 연합을 막는 데 1898년 선거에서 민주당원들은 공포 캠페인을 벌여 백인 우월주의를 강조하고 주의 입법에서 권력을 다시 얻었다. 가장 큰 도시에서 벌어진 1898년 윌밍턴 반란에서 민주당원들은 백인 시장과 다수의 백인의 시의회에 의하여 이끌어진 선출된 양인종 정부를 전복시켜 선거가 열린지 이틀 후에 시작되었다. 백인들의 폭동을 진압하는 러셀의 노력들은 비성공적이었고 폭도들은 흑인 이웃들을 공격하여 이제 백인 다수가 된 도시로부터 영구히 몰아냈다.
이어진 해에 주 입법부에서 민주당원들은 유권자들에게 제출하지 않은 채 러셀의 반대에 대한 새 헌법을 통과시켰다. 그것은 효과적으로 거의 전체의 흑인들과 많은 가난한 백인들에 권리를 박탈하였다.

## 어린 시절과 교육
노스캐롤라이나주 윌밍턴 근처에 있는 브런즈윅군에 있는 위너보우 농장에서 태어난 러셀 주니어는 대니얼 린지 러셀 1세와 현저한 식물 재배 가족의 딸 엘리자베스 캐롤라인 샌더스의 아들이었다. 자신이 태어난지 3개월 후에 모친의 사후, 러셀은 오렌지군에 있는 빙햄 학교를 위하여 떠나기 전에 6년간 모친의 가족의 팔로 알토 농장에서 살았다. 러셀은 노스캐롤라이나 대학교 채플힐에서 수학하였으나 미국 남북 전쟁의 발발 후 곧 대학을 떠났다. 대학에서 그는 세인트 앤서니 홀의 회원이었다. 그는 남군에서 대위로서 임명되어 전쟁이 복무하였다.

## 경력
남북 전쟁이 일어난 동안 1862년-1864년의 노스캐롤라이나주 총회에서 하원으로 선출되었다. 그 시간 동안 그는 또한 법률을 전공하였고 1866년 법정으로 수용되었다. 그는 윌밍턴에서 연습을 시작하였다. 전쟁이 일어난 동안 그와 그의 부친은 둘다 연방의 동정심을 가진 자들로 지내왔으며 재건 시대 동안 러셀은 공화당에 입당하였다.
1868년 러셀은 자신이 1874년까지 보유한 직위인 제4사법 순회에서 상급 법원 판사로 임명되었다. 1871년 그는 주의 헌법 집회로 사절단이었다. 1876년 그는 그해 공화당 전당 대회로 사절단이면서 다시 입법부로 선출되었다.
이 시간 동안 준군사적 백인 우월주의자 "홍삼군"이 노스캐롤라이나주에서 공화당과 흑인들의 투표를 진압하는 데 싸웠다. 그들의 목적은 민주당을 통하여 정치적 통치를 얻는 것이었다.
1876년 미국 대통령 선거가 있던 후, 재건은 끝나고 남부로부터 연방군들이 철수되었다. 이 보호의 실패에 불구하고 공화당원들과 그들의 흑인 지지자들은 노스캐롤라이나주에서 활동적으로 남아있었다.
1878년 러셀은 공화당과 그린백당의 합병 후보로서 하원을 위하여 나갔다. 가까운 선거에서 그는 11,611표 대 10,730표로 민주당 현직 하원 앨프레드 무어 워델을 꺾었다. 러셀은 제46차 미국 의회 (1879년 3월 4일 - 1881년 3월 4일)에서 하나의 기간을 지냈고 1880년 후보 재지명을 지지하지 않았다.
다음 10년의 세월 동안 러셀은 변호사 일을 하고 공화당에서 활동적으로 남아있었다. 그러고나서 1890년대에 새로운 인민당이 나타났다. 그래도 미국의 대부분에서 인민당원들은 민주당원들과 제휴되었고 그들은 지배적인 민주당 조직의 공동의 적으로서 노스캐롤라이나주에서 공화당원들과 제휴하였다. 이 동맹은 많은 직무를 위하여 "합병" 후보들이 출마하였다.
1896년 이 2개의 당은 민주당원 윌리엄 제닝스 브라이언에게 맹세한 대통령 선거인을 지명하는 데 인민당원들을 허용하는 별도의 주집회를 열었다. 그해 5월 16일 롤리에서 열린 공화당 주집회에서 러셀은 전 하원 의원 올리버 H. 다커리에 7번째 투표에서 노스캐롤라이나주지사를 위하여 지명되었다. 불만스러웠던 다커리는 주지사를 위하여 윌리엄 A. 거스리, 그리고 부지사를 위하여 자신과 함께 별도로 후보들의 주 전역의 제안을 실시하는 데 인민당원들을 설득하였다. 공화당원과 인민당원들은 다른 주 전역의 직위들을 위하여 공동 후보로 출마하였다.
이 동맹의 붕괴에 불구하고 많은 인민당원들은 아무튼 러셀을 지지하였고 어떤 불만스러웠던 민주당원들은 거스리를 뽑았다. 이 일은 민주당의 사이러스 B. 왓슨을 위하여 145,266표, 인민당의 거스리를 위하여 31,143표와 다른이들을 위하여 809표에 대하여 153,787표 (46.5 퍼센트)와 함께 11월 3일 선거를 이기는 데 러셀을 허용하였다. 그는 단 하나의 4년 기간을 지냈다. 부지사를 위하여 공화당 후보도 또한 선출되었고 합병 공천 후보는 다른 주 전역의 직위들을 휩쓸었다.
공화당-인민당 동맹은 입법부로 선거들에서 지속되었고 합병주의자들이 통치를 얻었다. 그들은 투표인들을 위하여 재산 요구 사항을 줄이면서 재건 시대 이래 처음으로 프랜차이즈를 확장시켰다. 이것은 주에서 다수였던 많은 백인들과 또한 흑인들에게 이익이 되었다. 러셀은 법안에 서명하였다. 넓혀진 프랜차이즈와 함께 흑인들 중 다수가 입법부와 지방 정부 직무들로 선출되었다.
1898년 비록 러셀이 선거에 출마하지 않았지만 민주당원들은 그해 자신들의 캠페인에서 그를 방해자로 이용하였다. 그들은 그를 "백인 우월주의"를 훼손한 것으로 그를 공격하였고 "니그로 규칙"에 대한 두려움을 부채질하여 입법부의 통치를 다시 얻었다.

### 1898년 윌밍턴 반란
1898년 11월 8일 일부 흑인 합병 제안이 당시 주의 가장 큰 도시이자 흑인들의 다수와 함께 한 윌밍턴에서 선거를 이겼다. 1878년 의회를 위하여 러셀이 꺾은 앨프레드 무어 워델이 1898년 윌밍턴 반란에서 수천명의 백인 폭동인들을 지도하였으며 그들은 무력으로 도시 정부를 점령하였고 주에서 단 하나의 흑인 소유 신문을 파괴하였다.
폭도들은 도시의 아프리카계 미국인 이웃들, 특히 브루클린을 공격하여 어떤 주민들을 살해하고 수백명을 도시의 외부로 쫓아냈다. 러셀 주지사는 폭동을 진압하는 데 윌밍턴 보병대와 연방 예비 해군들에 명령을 내렸으며 대신 그들은 연루되었다. 공격 때문에 2,100명에 가까운 흑인들이 영구히 도시를 떠났고 그 인구 통계는 백인 다수로 바뀌었다.
"제휴" 연합 혹은 공화당원들이 다시 직무를 이기는 것을 막는 데 1899년 민주당원들은 효과적으로 흑인들과 많은 가난한 백인들의 권리를 박탈한 조항을 통과시키는 데 주의 입법부의 자신들의 통치를 이용하였다. 결과로서 유권자 명부는 극적으로 감소하였고 흑인들은 정치 제도로부터 제외되었고 공화당은 주에서 불구가 되었다. 이 상태는 연방 민권 입법이 흑인들의 투표권을 회복하고 남부 백인들이 민주당원들에게 자신들의 반사적 충성심을 버렸을 때 1960년대까지 지속되었다.
러셀은 이 변화가 진행 중이었을 때 1972년까지 주지사로서 선출되었던 마지막 공화당원이었다.
자신의 기간이 끝난 후, 러셀은 윌밍턴에서 변호사 업무를 재개하였고 자신의 벨빌 농장을 운영하였다. 1908년 그는 윌밍턴 근처에 있는 자신의 농장에서 사망하였다. 그는 온슬로군에 있는 가족 매장지에 안치되었다.